# Arcusaurus
Arcusaurus is een geslacht van plantenetende dinosauriërs, een basaal lid van de groep van de Sauropodomorpha, dat tijdens het vroege Jura leefde in het gebied van het huidige Zuid-Afrika.

## Naamgeving en vondst
De typesoort Arcusaurus pereirabdalorum is in 2011 benoemd en beschreven door Adam Yates, Matthew Bonnan en Johann Neveling. De geslachtsnaam is afgeleid van het Latijnse arcus, "regenboog", een verwijzing naar Desmond Tutu's omschrijving van Zuid-Afrika als de Rainbow Nation. De soortaanduiding eert de studente Lucille Pereira en paleontoloog Fernando Abdala die de fossielen van Arcusaurus hebben ontdekt.
Fossielen van de soort zijn in maart 2006 in de Spion Kop Heelbo-vindplaats bij Senekal in de Vrijstaat gevonden in lagen van de bovenste Elliotformatie die dateren uit het Sinemurien-Pliensbachien, ongeveer 185 miljoen jaar oud. Het gaat om twee niet in verband liggende maar naast elkaar gevonden gedeeltelijke skeletten waarvan delen van de schedel, een onderkaak en stukken postcrania waaronder delen van de ledematen, een losse sacrale wervel zonder wervelboog en het uiteinde van de staart, bewaard zijn gebleven. Het holotype, BP/1/6235, bestaat uit de rechterhelft van de voorkant van een schedel. Een losse achterste staartwervel behoort vermoedelijk tot hetzelfde individu. Omdat de losse botten niet met zekerheid aan een van de twee individuen konden worden toegewezen, kregen ze aparte inventarisnummers. De specimina BP/1/6842 en BP/1/6843 zijn twee losse tanden. BP/1/6853 is een stuk linkerdentarium. BP/1/6844 is een rechtgerneusbeen.  BP/1/6845 is een linkerpraemaxilla. BP/1/6846 is een teenkootje van de rechtervoet, vermoedelijk het eerste van de vierde teen. BP/1/6847 is een gebroken kootje. BP/1/6848 is een eerste klauw van de rechtervoet. BP/1/6849 is een derde klauw van de linkervoet. BP/1/6850 is het onderste uiteinde van een rechteropperarmbeen. BP/1/6851 is een centrum van een sacrale wervel. BP/1/6925 is een rechterlaterosfenoïde. BP/1/6926 is een stuk van het aanhangsel voor het zitbeen van een linkerdarmbeen.
Beide skeletten zijn van jonge dieren; volgens de beschrijvers is het onwaarschijnlijk dat het om de jongen van Aardonyx of Massospondylus gaat, twee verwante soorten waarvan volwassen exemplaren uit de formatie bekend zijn. Het materiaal is geprepareerd door Charles Dube

## Beschrijving
De exemplaren van Arcusaurus waren een paar meter lang. De schedel heeft een lengte van ongeveer twaalf centimeter. De achterkant ervan is vrij breed, de snuit afgerond met een ietwat toegeknepen snuitpunt. De oogkas is erg groot maar dat kan misschien voortkomen uit de jonge leeftijd. Er staan minstens achttien tanden in de onderkaak.

## Fylogenie
Een exacte kladistische analyse uitgevoerd door de beschrijvers leverde geen eenduidig resultaat op aangaande de precieze verwantschappen. Een mogelijkheid was dat Arcusaurus een afgeleid lid van de Plateosauria is, daar het de synapomorfieën, de gedeelde afgeleide kenmerken, van die groep als geheel mist maar wel synapomorfieën van ingesloten groepen deelt. Dat zou goed overeenkomen met zijn ouderdom en de verdere fauna van de formatie. Even waarschijnlijk gezien de bekende lichamelijke kenmerken was echter een meer basale positie, buiten de Plateosauria en zelfs onder Efraasia in de stamboom. Basale kenmerken zijn het bezit van slechts achttien tanden in de onderkaak en het niet gereduceerd zijn van de derde vinger. Dat zou echter een verborgen ontwikkelingslijn van wel 35 miljoen jaar veronderstellen die zich al in het Norien zou hebben moeten afgesplitst. Er zijn verder geen dergelijk basale sauropodomorfen uit het Jura bekend.